# Oncocnemis extranea
Oncocnemis extranea är en fjärilsart som beskrevs av Smith 1894. Oncocnemis extranea ingår i släktet Oncocnemis och familjen nattflyn. Inga underarter finns listade i Catalogue of Life.